# Gare d'Assesse
La gare d'Assesse est une ancienne gare ferroviaire belge de la ligne 162, de Namur à Sterpenich (frontière du Luxembourg), située au village d'Assesse dans la province de Namur en Région wallonne.
Elle est mise en service en 1858 par la Grande compagnie du Luxembourg. C'est aujourd'hui une halte voyageurs de la Société nationale des chemins de fer belges (SNCB).

## Situation ferroviaire
Établie à 257 mètres d'altitude, la gare d'Assesse est située au point kilométrique (PK) 16,70 de la ligne 162, de Namur à Sterpenich (frontière du Luxembourg), entre les gares ouvertes de Courrière et de Natoye (la gare fermée de Florée se situe entre Assesse et Natoye).

## Histoire
La ligne de Namur à la frontière du Luxembourg est mise en service par sections en 1858. La Grande compagnie du Luxembourg ouvre au service la section de Namur à Ciney, qui passe à Assesse, le 15 mai 1858. En 1867 la station d'Assesse est la deuxième de la ligne à 18 km de Namur.
Dans le cadre de la modernisation de la ligne 162, la gare se voit retirer une voie, un quai et perd finalement son bâtiment voyageur en février 2017.

### Le bâtiment de la gare
Pour la construction de ses gares, la Grande Compagnie du Luxembourg réalisa plusieurs modèles standards et choisit un modèle de bâtiment à deux étages de style néo-Renaissance italienne de deux niveaux sous toiture à croupes comportant entre trois et sept travées qui fut édifié à Assesse, Natoye, Ciney, Jemelle, Marbehan et Habay. Seuls les bâtiments construits à Natoye (fortement transformée par les Chemins de fer de l’État Belge) et Habay existent encore.
Les portes et fenêtres étaient surmontées d'arcs en plein cintre du modèle florentin et toutes les fenêtres étaient géminées et séparées par des colonnettes.
Bien qu'altérée à plusieurs reprises, la gare d'Assesse conserva jusqu'aux bout nombre de ses caractéristiques, notamment la forme des baies vitrées. Plusieurs annexes lui seront ajoutées au cours du temps.
Le bâtiment voyageurs est fermé en 2005 et détruit en février 2017. Bien que très ancien et représentant un des rares vestiges de la Grande Compagnie du Luxembourg, il n’était pas classé, avait été laissé à l'abandon et sa destruction était prévue depuis 2009.

## Service voyageurs

### Accueil
Halte de la SNCB, c'est un point d'arrêt non gardé (PANG). Elle dispose de deux quais avec abris. Le passage d'un quai à l'autre se fait par le passage souterrain.

### Desserte
Assesse est desservie (toutes les heures en semaine et toutes les deux heures le week-end) par des trains L qui assurent des missions entre Namur et Ciney. 
En semaine, cette desserte régulière est renforcée par des trains supplémentaires : un train L de Rochefort-Jemelle à Namur et un train P Namur - Ciney (le matin) ; ainsi que deux trains P aller-retour sur ce même parcours, l’après-midi.

### Intermodalité
Le parking gratuit des véhicules est possible sur un espace non aménagé.

## Comptage voyageurs
Ce graphique et tableau montre le nombre de voyageurs embarquant en moyenne durant la semaine, le samedi et le dimanche.
| Nombre de passagers qui embarquent à la gare d'Assesse | Nombre de passagers qui embarquent à la gare d'Assesse | Nombre de passagers qui embarquent à la gare d'Assesse | Nombre de passagers qui embarquent à la gare d'Assesse |
|                                                        | Semaine                                                | Samedi                                                 | Dimanche                                               |
| ------------------------------------------------------ | ------------------------------------------------------ | ------------------------------------------------------ | ------------------------------------------------------ |
| 1977                                                   | 249                                                    | 72                                                     | 68                                                     |
| 1978                                                   | 246                                                    | 79                                                     | 42                                                     |
| 1979                                                   | 254                                                    | 76                                                     | 48                                                     |
| 1980                                                   | 227                                                    | 84                                                     | 54                                                     |
| 1981                                                   | 253                                                    | 91                                                     | 55                                                     |
| 1982                                                   | 237                                                    | 62                                                     | 60                                                     |
| 1983                                                   | 251                                                    | 61                                                     | 38                                                     |
| 1984                                                   | 199                                                    | 67                                                     | 54                                                     |
| 1985                                                   | 260                                                    | 71                                                     | 32                                                     |
| 1986                                                   | 242                                                    | 78                                                     | 61                                                     |
| 1987                                                   | 224                                                    | 84                                                     | 56                                                     |
| 1988                                                   | 195                                                    | 50                                                     | 31                                                     |
| 1989                                                   | 273                                                    | 63                                                     | 41                                                     |
| 1990                                                   | 206                                                    | 97                                                     | 97                                                     |
| 1991                                                   | 246                                                    | 68                                                     | 42                                                     |
| 1992                                                   | 193                                                    | 71                                                     | 42                                                     |
| 1993                                                   | 196                                                    | 78                                                     | 47                                                     |
| 1994                                                   | 179                                                    | 40                                                     | 27                                                     |
| 1995                                                   | 157                                                    | 36                                                     | 40                                                     |
| 1996                                                   | 160                                                    | 31                                                     | 23                                                     |
| 1997                                                   | 184                                                    | 45                                                     | 59                                                     |
| 1998                                                   | 179                                                    | 34                                                     | 54                                                     |
| 1999                                                   | 154                                                    | 29                                                     | 28                                                     |
| 2000                                                   | 150                                                    | 34                                                     | 32                                                     |
| 2001                                                   | 153                                                    | 33                                                     | 28                                                     |
| 2002                                                   | 150                                                    | 36                                                     | 26                                                     |
| 2003                                                   | 143                                                    | 33                                                     | 30                                                     |
| 2004                                                   | 136                                                    | 40                                                     | 56                                                     |
| 2005                                                   | 168                                                    | 48                                                     | 34                                                     |
| 2006                                                   | 163                                                    | 54                                                     | 35                                                     |
| 2007                                                   | 168                                                    | 33                                                     | 30                                                     |
| 2008                                                   | -                                                      | -                                                      | -                                                      |
| 2009                                                   | 165                                                    | 43                                                     | 34                                                     |
| 2010                                                   | -                                                      | -                                                      | -                                                      |
| 2011                                                   | -                                                      | -                                                      | -                                                      |
| 2012                                                   | 197                                                    | 63                                                     | 24                                                     |
| 2013                                                   | 162                                                    | 57                                                     | 27                                                     |
| 2014                                                   | 169                                                    | 39                                                     | 31                                                     |
| 2015                                                   | 634                                                    | 30                                                     | 25                                                     |
| 2016                                                   | 670                                                    | 57                                                     | 41                                                     |
| 2017                                                   | 117                                                    | 26                                                     | 88                                                     |
| 2018                                                   | 172                                                    | 48                                                     | 30                                                     |
| 2019                                                   | 212                                                    | 57                                                     | 40                                                     |
| 2020                                                   | 143                                                    | 33                                                     | 32                                                     |
| 2021                                                   | -                                                      | -                                                      | -                                                      |
| 2022                                                   | 242                                                    | 60                                                     | 52                                                     |
| 2023                                                   | 222                                                    | 42                                                     | 37                                                     |
| 2024                                                   | 258                                                    | 55                                                     | 48                                                     |